# Zillions of Games
Zillions of Games — коммерческая универсальная игровая программа, разработанная Джеффом Маллетом (англ. Jeff Mallett) и Марком Лефлером (англ. Mark Lefler) в 1998. Спроектирована в основном для поддержки настольных абстрактных стратегических игр и головоломок.
Правила игры описываются в специальном файл правил Zillion’а (англ. Zillions Rules File), имеющем расширение .ZRF, на языке, с синтаксисом, основанным на S-выражениях (то есть лиспоподобном).
Пример описания крестиков-ноликов на этом языке:
```
(
define
 
add-to-empty
  
((
verify
 
empty?
)
 
add
))

(
game

   
(
title
 
"Tic-Tac-Toe"
)

   
(
description
 
"..."
)

   
(
history
 
"..."
)

   
(
strategy
 
"..."
)

   
(
players
 
X
 
O
)

   
(
turn-order
 
X
 
O
)

   
(
board

        
(
image
 
"images\TicTacToe\TTTbrd.bmp"
)

        
(
grid

            
(
start-rectangle
 
16
 
16
 
112
 
112
)
 
; top-left position

            
(
dimensions
 
;3x3

                
(
"top-/middle-/bottom-"
 
(
0
 
112
))
 
; rows

                
(
"left/middle/right"
 
(
112
 
0
)))
 
; columns

            
(
directions
 
(
n
 
-1
 
0
)
 
(
e
 
0
 
1
)
 
(
nw
 
-1
 
-1
)
 
(
ne
 
-1
 
1
))

        
)

   
)

   
(
piece

        
(
name
 
man
)

	
(
help
 
"Man: drops on any empty square"
)

	
(
image
 
X
 
"images\TicTacToe\TTTX.bmp"

	       
O
 
"images\TicTacToe\TTTO.bmp"
)

        
(
drops
 
(
add-to-empty
))

   
)

   
(
board-setup

        
(
X
 
(
man
 
off
 
5
))

        
(
O
 
(
man
 
off
 
5
))

   
)

   
(
draw-condition
 
(
X
 
O
)
 
stalemated
)

   
(
win-condition
 
(
X
 
O
)

	  	
(
or
 
(
relative-config
 
man
 
n
 
man
 
n
 
man
)

                    
(
relative-config
 
man
 
e
 
man
 
e
 
man
)

                    
(
relative-config
 
man
 
ne
 
man
 
ne
 
man
)

                    
(
relative-config
 
man
 
nw
 
man
 
nw
 
man
)

		
)

    
)

)

```

Игра распространяется как shareware. Демоверсию «Zillions of Games» можно скачать бесплатно, установочный файл занимает около 18 мегабайт, скачав его, вы получите 46 самых разных игр, у большинства из них которых есть по 5-10 вариантов, сильно отличающихся от основного. Ко всем играм прилагается описание правил и стратегии, можно включить подсветку допустимых ходов.
У демоверсии есть ряд ограничений, основное — это блокировка подключения дополнительных игр. После ввода регистрационного ключа можно подключить к игре один из нескольких тысяч доступных в исходных .ZRF кодах игр, или написать свою собственную. Поддерживается игра по сети.
Программа позволяет подключать сменные модули искусственного интеллекта (реализованные в виде .dll). Модуль по умолчанию автоматически выводит оценочную функцию из описанных правил игры: подвижности фигур, геометрии доски и цели, обеспечивающей выигрыш. При этом используются алгоритмы, обычные для компьютерных шахмат: альфа-бета-отсечение с упорядочиванием ходов, таблицу перестановок и т. д.. Специализированный модуль используется для игры Го. В документации к программе описывается, как написать собственный такой модуль.
С 2007 года распространяется программируемый модуль (метаигровой движок) Axiom, рекомендованный к использованию на оф. сайте Zillions of Games, и позволяющий описывать всю игру, и правила, и (если есть такое желание или необходимость) соответствующий ИИ (полностью или частично), на диалекте языка forth (ForthScript). Впрочем, поскольку Axiom — плагин к Zillion of Games, часть правил нужно продублировать в ZRF (такие, как базовая геометрия доски, игроки и перечисление фигур, без описания их ходов). Вся базовая логика Axiom такая, как алгоритмы искусственного интеллекта, используемые по умолчанию, реализована на этом диалекте Форта; весь форт-код axiom доступен в виде исходных тестов (файл axiom.4th содержит игровой движок, а файл CORE.4th — собственно реализацию языка Forth). Axiom может быть подключён, помимо ZoG, и к другим, специально написанным для этого программам. В составе дистрибутива Axiom Development Kit поставляется одна такая программа-клиент — AutoPlay.exe, предназначенная для автоматического тестирования Axiom-игр (без графического интерфейса пользователя).